# Cressida Dick
Cressida Dick (nacida el 16 de octubre de 1960) es una policía y funcionaria británica, actual directora de la Policía Metropolitana de Londres.
Estudió en Balliol College, la Universidad de Oxford y con un máster por la Universidad de Cambridge.
Fue jefa de la oficina de antiterrorismo.
Es la primera mujer en ascender al puesto más alto de la Policía Metropolitana, el cuerpo policial más grande de Reino Unido. Sustituye en el cargo a Bernard Hogan Howe.

## Vida personal
Cressida salió del armario como lesbiana en abril de 2017, convirtiéndose en la primera persona públicamente homosexual en ostentar el cargo más alto de la Policía Metropolitana londinense. Su pareja, Helen, fue inspectora de la MPS de South London hasta ese mismo año, cuando pasó a retiro.